# Agro Pontino
L'Agro Pontino (o Pianura Pontina) è una regione storico-geografica italiana, facente parte del Lazio (tra l'Agro romano e il Lazio meridionale).

## Origini del nome
Il coronimo, In latino Pomptīnus Ager, è da associare alla città di Suessa Pometia, oggi scomparsa.

## Storia

### Età antica

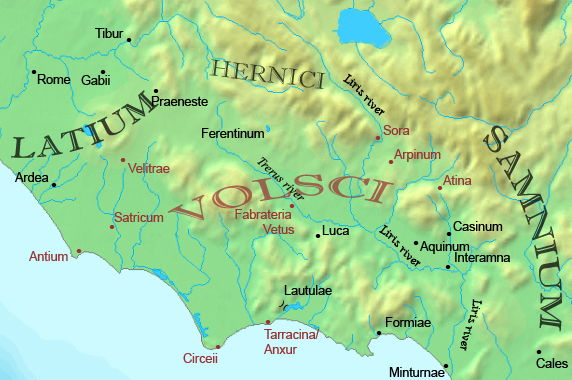
I popoli dell'Agro Pontino e del resto del Lazio intorno alla metà del IV secolo a.C.

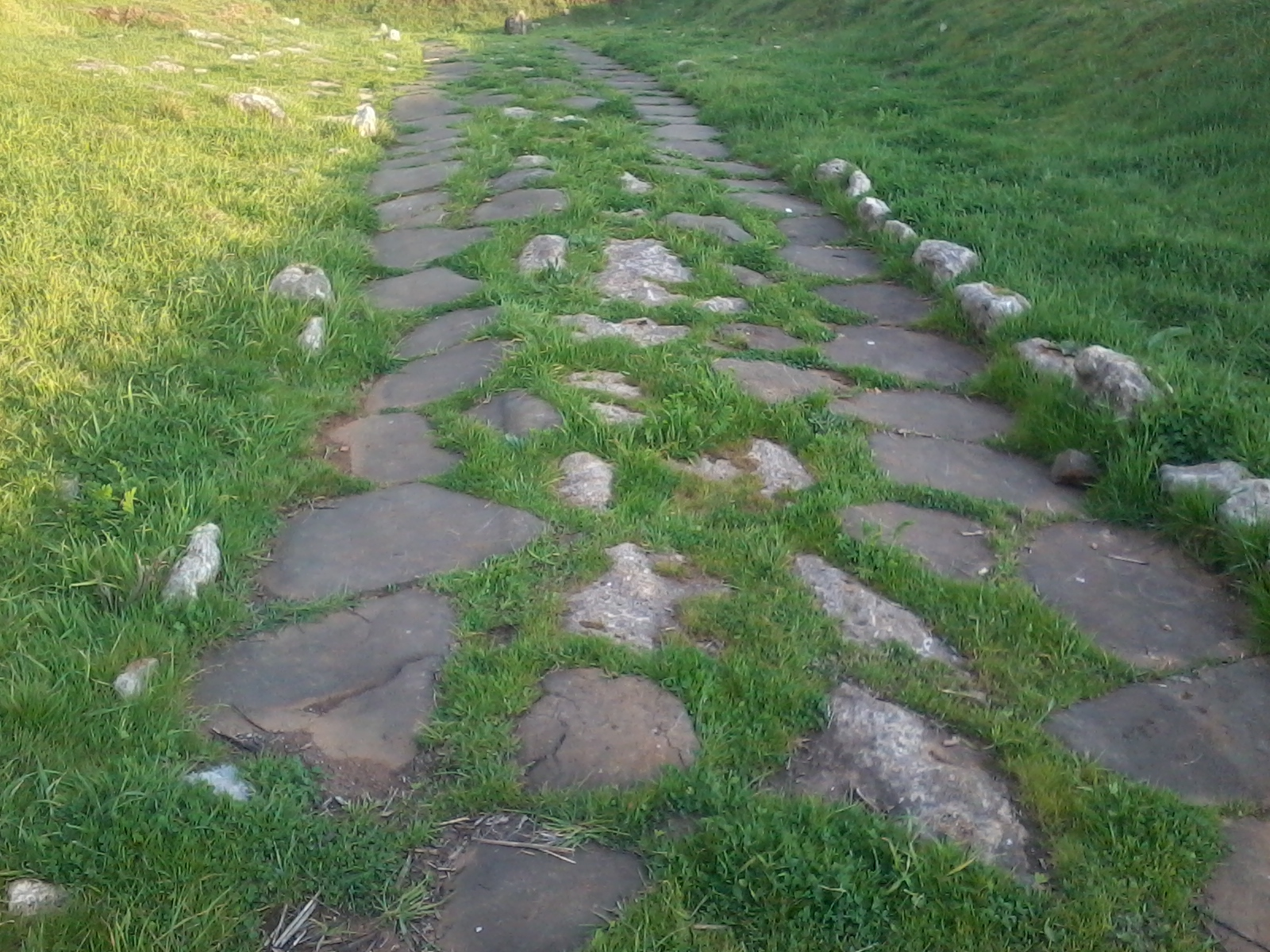
I resti di un'antica strada romana a Cisterna di Latina.

Le paludi pontine in età remota erano ricoperte da una estesa laguna che in seguito venne prosciugata, lasciando la fertile terra. I primi tentativi di bonifica storicamente accertati risalgono ai latini e sono testimoniati dal rinvenimento di un esteso sistema di drenaggio con cunicoli sotterranei, dotati di pozzi per bonificare il territorio pontino settentrionale.
Una leggenda vuole che la palude fosse opera della dea Giunone che volle punire così la ninfa Feronia che qui viveva e che era una delle tante amanti di Giove.
I Latini e i Volsci fondarono nella pianura diverse città, tra i quali la tradizione ha riportato i nomi di Suessa Pometia e Satricum, Ulubrae (Ninfa) e Tiberia (fra i comuni di Cisterna, Cori, Sermoneta). Nel 492 a.C. i consoli vi inviarono emissari, come anche in Campania e Sicilia, per acquistare grano per far fronte alla carestia che attanagliava l'Urbe.
In età imperiale, i Romani riuscirono a strappare alla palude ulteriori terreni e permisero la nascita di alcuni centri lungo la Via Appia Antica che attraversa l'area. I più celebri tra questi centri furono Tres Tabernae, Tripontium e Forum Appii, citati negli Atti degli Apostoli. In queste tre città infatti, l'apostolo Paolo si ristorò e fu accolto dalla locale comunità cristiana: la presenza di questa comunità è un segno che le città avevano raggiunto un numero notevole di abitanti.
(Atti degli Apostoli 28,15)
Nel 204 a.C. il console Marco Cornelio Cetego fa scavare un canale parallelo alla via Appia per proteggere la via consolare dall'inondazione e dal dissesto.
Quando Cesare conquista il potere concepisce il gigantesco progetto di deviare il corso del Tevere verso l'Agro Pontino fino a Terracina, prosciugando le paludi e nello stesso tempo procurando a Roma un porto più sicuro di Ostia. Dopo la sua morte il progetto sarà ridicolizzato in Senato da Cicerone.
Buona parte dell'attuale Agro Pontino dopo le invasioni barbariche tornò ad impaludarsi nonostante i tentativi di salvare la bonifica effettuati da re Teodorico il Grande.

### Il Medioevo
Gli assalti dei Saraceni spinsero la maggior parte della popolazione a rifugiarsi sulle montagne. Intorno al XII secolo ai margini della palude sorse il centro di Ninfa, che riuscì a sottomettere i comuni rivali di Sermoneta e Sezze. Gli abitanti di Ninfa avviarono progetti di bonifica e poterono godere della posizione particolare della loro città, che le consentiva di essere una stazione di dazio obbligata per i traffici da Roma verso il meridione: infatti in seguito all'impaludamento della consolare Appia nella tratta compresa tra Tres Tabernae e Terracina, i traffici diretti a sud dovettero essere deviati dall'Appia stessa verso un itinerario pedemontano, che iniziava per l'appunto dove Ninfa sorse e prosperò. Ma il declino della città, che offrì rifugio a Papa Alessandro III inseguito dal Barbarossa, fece crollare la fragile bonifica e i suoi abitanti furono decimati dalla malaria. Oggi le rovine di Ninfa, al centro di un giardino, sono state recuperate e sono visibili al pubblico.
Nell'età medievale le paludi pontine diventarono feudo della famiglia gaetana dei Caetani, il cui ramo pontino ebbe sede a Sermoneta e a Cisterna.

### L'opera del papato

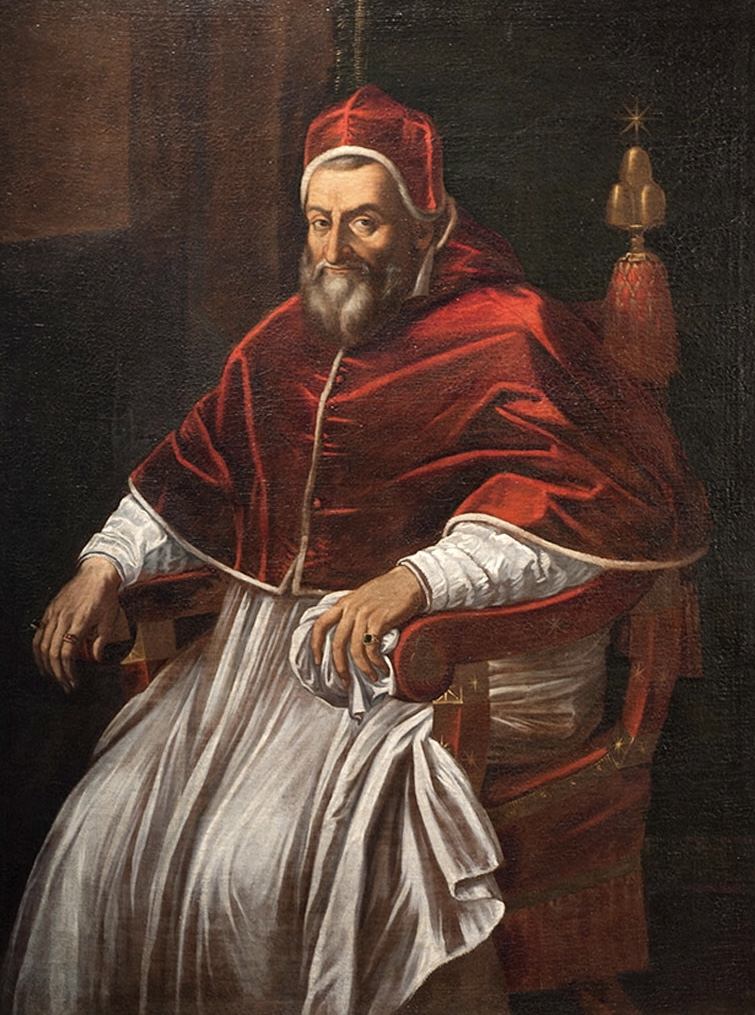
papa Sisto V

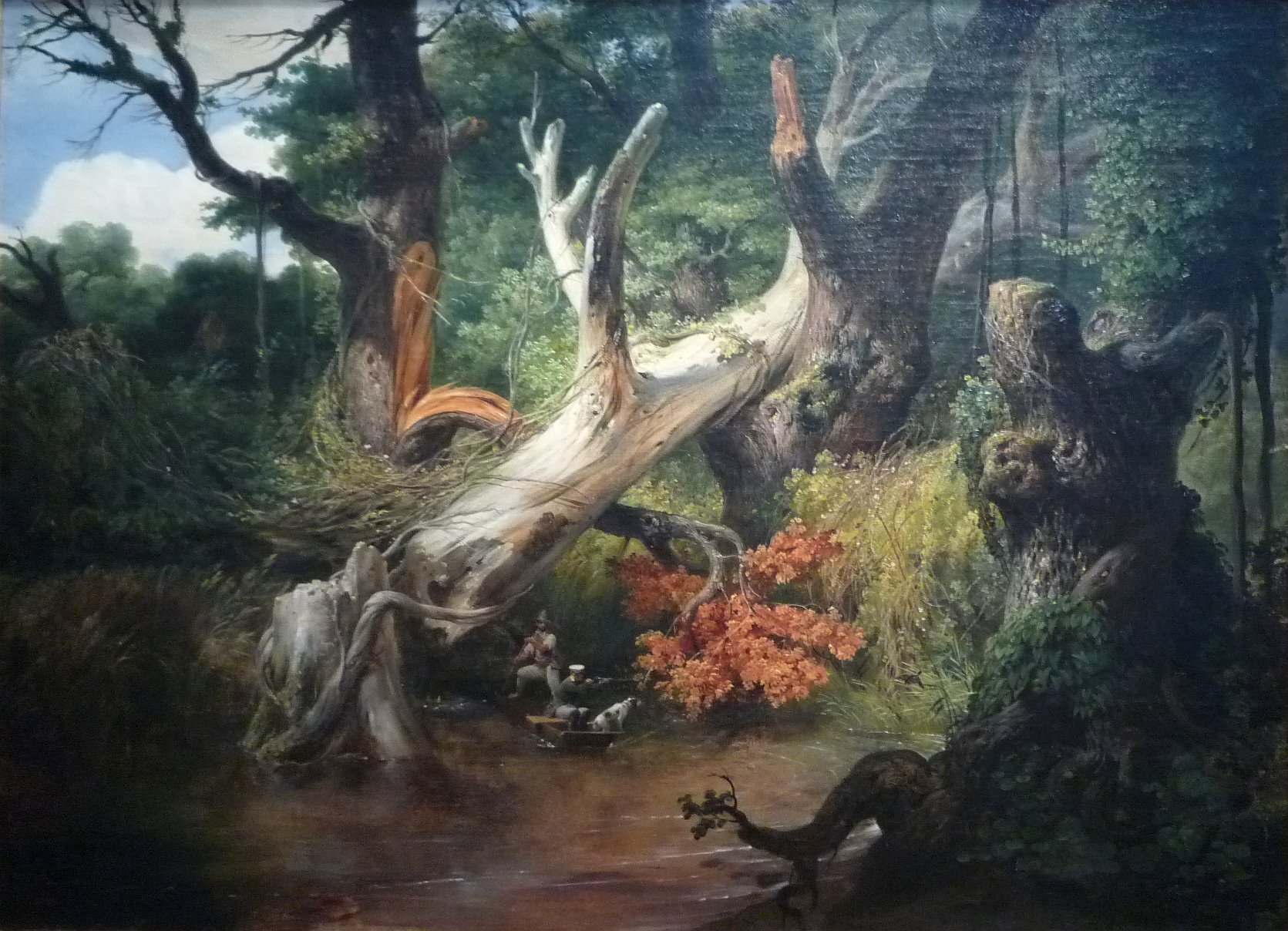
A caccia nelle paludi pontine. Dipinto di Horace Vernet (1833)

Nel Quattrocento papa Martino V approvò un primo progetto di bonifica. Nel Cinquecento l'impresa di bonificare le paludi pontine, considerata impossibile, affascinò anche Leonardo da Vinci, che studiò un sistema di canali e di macchine idrovore: il progetto sebbene approvato da papa Leone X non andò mai in porto per la morte del papa.
Tuttavia, agli inizi del Cinquecento papa Leone X concesse al fratello Giuliano de’ Medici la bonifica a proprie spese dell'Agro Pontino, in cambio della proprietà delle terre risanate. Dopo la sua morte gli abitanti di Terracina, pentitisi di aver ceduto il territorio riemerso, chiusero la foce del canale a Badino. Il nuovo papa Sisto V concepì un piano generale di bonifica che affidò all'architetto Ascanio Fenizi di Urbino. Questi divise la palude in venti zone e, trascurando il Rio Martino, sistemò il Fiume Antico (detto poi Sisto) aumentandone la profondità ed aprendo uno sbocco in mare. Le terre furono liberate dalle acque, ma dopo il 1590 furono di nuovo inondate a causa degli errori progettuali di Fenizi e dei disordini nelle campagne.
Nel 1637, sotto Urbano VIII, una società olandese facente capo a Nicolò Cornelio de Witt subentrò nei lavori di bonifica, che non inizieranno a causa della morte del concessionario. La Camera Apostolica proclamò quindi un editto sulle Paludi Pontine per trovare qualcuno che fosse in grado di proseguire i lavori. Nel Settecento va segnalata l'opera di papa Pio VI, che diede vita ad imponenti opere idrauliche realizzando una rete di canali tuttora esistente (Linea Pio e Fosse Migliare) e bonificando buona parte delle paludi nella zona di Sezze e Terracina. Dopo la sua elezione nel 1775 Pio VI approvò un piano generale ispirato alle esperienze della Maremma toscana guidate da Leonardo Ximenes. Superando l'approccio privatistico e localistico, le spese furono ripartite fra la Camera Apostolica e i proprietari secondo il criterio del beneficio, usato ancora oggi presso i consorzi di bonifica. Fu proposto di scavare un grande canale lungo la via Appia, navigabile fino a Terracina.
I lavori iniziarono nel 1777, sotto la direzione dell'ingegnere idraulico Gaetano Rappini, con la demolizione di numerose peschiere e lo scavo del nuovo canale, chiamato Linea Pia, in onore del pontefice. I lavori durarono vent'anni, con l'impiego di migliaia di operai. Liberato il territorio dalle paludi, lo scolo delle acque piovane fu assicurato attraverso piccoli canali chiamati Fosse Miliari, perché scavati a distanza di un miglio l'uno dall'altro. Con la rivoluzione francese i lavori subirono un forte rallentamento.
Un tentativo di bonifica riuscito se pur limitato, nel tempo e nell'estensione, fu quello attuato da Anna Carafa nel suo stato di Fondi allora nel Regno di Napoli, che però ebbe breve durata a causa della mancata manutenzione che causò il reinterramento dei canali scavati a metà del secolo XVII (1640-1644 ca.).

### I secoli successivi

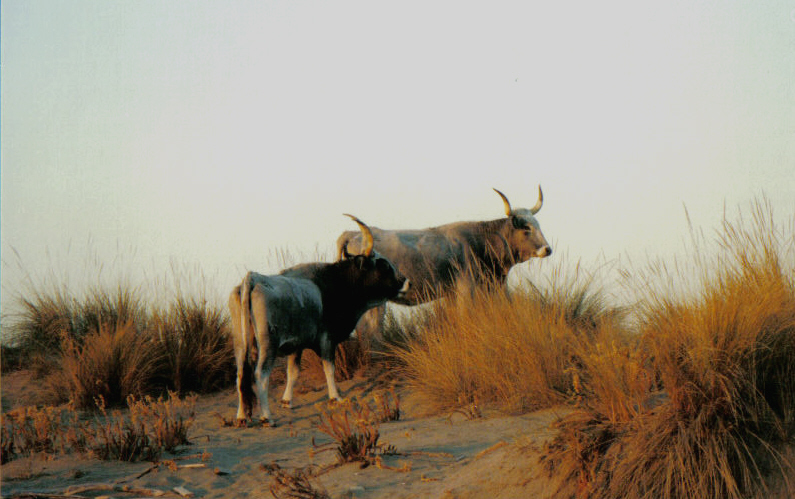
Buoi maremmani

Nei secoli successivi le poche aree libere dall'acqua diventarono sede di piccoli villaggi provvisori, costituiti da tipiche capanne in paglia e in legno, dette "lestre", abitati da contadini e pastori, che ogni anno scendevano dalle montagne abruzzesi e trascorrevano qui l'inverno. Accanto a loro, vivevano i butteri (da non confondere con quelli della Maremma), che, con indosso caratteristici mantelli neri per ripararsi dalle piogge, ed in sella ai loro cavalli, guidavano le mandrie di vacche maremmane e bufale attraverso la palude alla ricerca di pascoli. Molti di essi morivano uccisi dalla malaria. Ogni anno in autunno, prima di risalire, i butteri organizzavano una imponente fiera di bestiame e per attirare i clienti realizzavano spettacoli, rodei e giochi acrobatici.
La palude era frequentata anche dai residenti più poveri dei comuni limitrofi, i quali cercavano di sopravvivere pescando nelle piscine o cacciando, anche se tale pratica era vietata.
Le foreste diventarono anche rifugio dei briganti in fuga dalla polizia pontificia. Nel XVIII secolo una disposizione del Papa regolarizzò di fatto questa situazione concedendo il diritto di asilo ai briganti che si nascondevano nei dintorni del castello di Conca (oggi Borgo Montello), a patto che non si muovessero più dalla zona.
Le selve sconfinate attiravano inoltre molti nobili della capitale, che ospiti dei Caetani, si dilettavano in lunghissime battute di caccia. Nel Settecento, la caccia nelle Paludi Pontine attirò visitatori da tutta Europa; tra i più celebri, il poeta tedesco Johann Wolfgang von Goethe, che scrisse:
(Goethe)
Nel 1871, l'Agro entrò nel Regno d'Italia. Dopo l'Unità, il nuovo governo presentò numerosi progetti di bonifica che però rimasero sulla carta, ma aumentarono la fama delle paludi pontine e spinsero numerosi contadini a trasferirsi nei villaggi ai margini della palude, alloggiando nelle "marche", le tipiche abitazioni di paglia. Agli inizi del XX secolo un progetto che prevedeva finanziamenti governativi ai privati che avessero avviato la bonifica dei propri terreni causò uno scandalo finanziario, con sperperi di denaro pubblico e fenomeni di corruzione: fu il cosiddetto "scandalo delle Pontine".

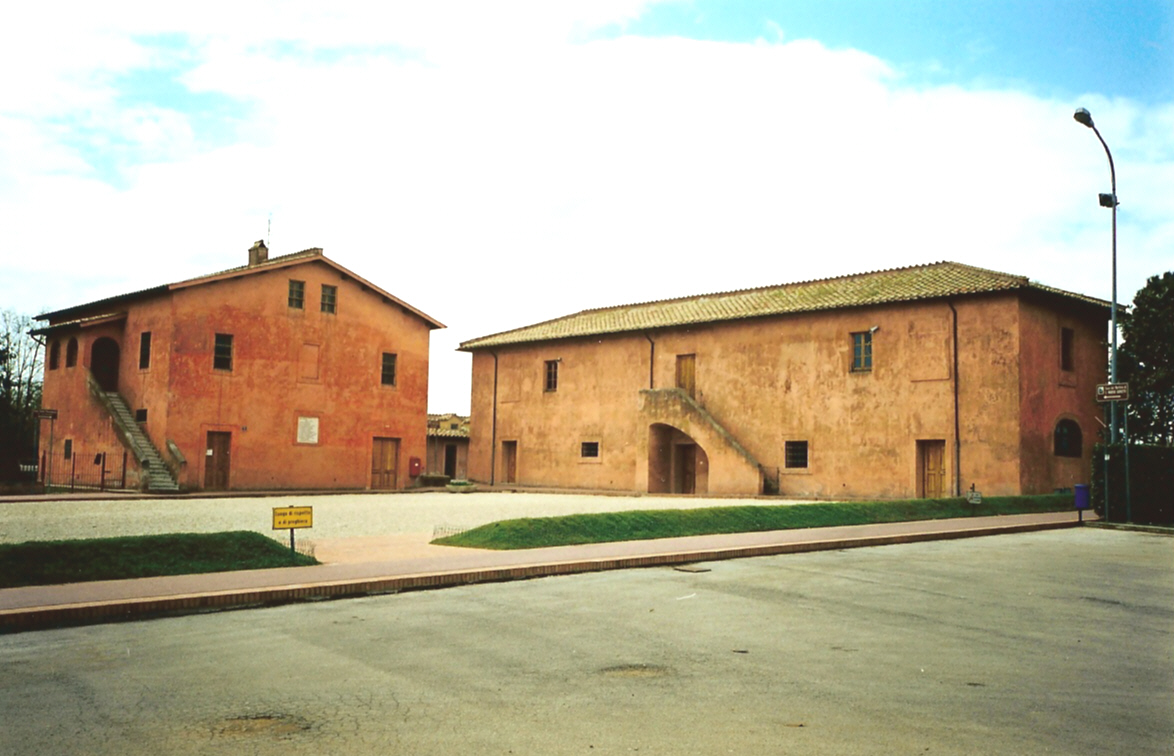
Casa del martirio di Maria Goretti

Nel 1890, un buttero cisternese, Augusto Imperiali accolse la sfida lanciata da Buffalo Bill, che con il suo circo di cowboy aveva fatto tappa a Roma. Il buttero Imperiali riuscì nell'impresa di domare il fiero cavallo statunitense del West, entrando così nella leggenda.
Nel 1950 Maria Goretti fu proclamata da papa Pio XII santa patrona dell'Agro Pontino: nel 1902 la dodicenne, la cui famiglia si era trasferita dalle Marche nell'Agro, era stata uccisa, dopo un tentativo di stupro.

### La bonifica integrale del '900

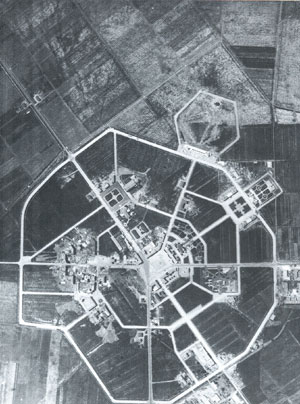
Un'immagine di Latina dall'alto poco dopo la fondazione.

Nel 1924 ebbe inizio un'imponente opera di bonifica dell'intero territorio fino ad allora noto come Paludi Pontine. La bonifica, però, era già stata prevista in un decreto del 1899. Nel 1919 una legge prevedeva il prosciugamento dei terreni paludosi, ma il governo non riusciva a convincere i latifondisti dei lati positivi della bonifica. Il regime fascista li minacciava nel 1926 con l'appropriazione che portava i primi successi. La bonifica a larga scala cominciò solo dal 1928 quando i fascisti sovvenzionavano i latifondisti e la borghesia agricola della zona, pagando fino al 75% dei loro costi.
Gli operai vennero inizialmente reclutati per la maggior parte tra popolazioni povere del Nord Italia (soprattutto dal Veneto), spesso senza alcuna esperienza in campo agricolo. Da ciò risultarono gravi problemi riguardo alla resa agricola dei terreni bonificati, nonostante la fertilità delle terre, che cagionarono varie annate di raccolti scarsi. A giudizio di Mussolini i lavori andavano avanti troppo lentamente, perciò nel 1931 il progetto fu affidato all'ONC. Negli anni precedenti alla gestione da parte dell'ONC i lavori di bonifica si svolgevano esclusivamente tra novembre e aprile per limitare il rischio malaria. Sotto l'ONC invece la bonifica andava avanti tutto l'anno e da questo momento iniziò anche una moria con un fin oggi sconosciuto numero di vittime. Saliva anche il numero di deportazioni di oppositori nella zona (socialisti, repubblicani e liberali); visto che si trattò di un'area con un alto livello di controllo sociale loro rischiavano (e spesso persero) la loro vita sui campi paludosi. L’Opera Nazionale per i Combattenti aveva come obiettivo primario quello di conquistare nuove terre tramite la bonifica idraulica e di distribuirle ai combattenti e alle loro famiglie. Alla fine del 1933 infatti, 18.440 ettari sono stati definitivamente concessi ai coloni, che sono successivamente divenuti proprietari terrieri degli stessi.
Ancora oggi la persistenza dello stato di terreno agricolo piuttosto che di palude è possibile solo grazie all'energia elettrica: la rete di canali di drenaggio e scolo è infatti servita da numerosi impianti idrovori di sollevamento delle acque, necessari per scaricare in mare (direttamente o attraverso i laghi costieri) le acque che, provenendo dalle alture circostanti, si riversano in questo territorio che si trova alcuni metri sotto il livello del mare, cosa che impedisce il naturale deflusso delle acque per gravità verso il mare. Complessivamente gli impianti idrovori raggiungono, ad oggi, una potenza installata pari a 4.259 kW (7.120 kW secondo altre fonti) ed un consumo medio annuo dì circa 863.000 kWh. Gli impianti in funzione sono elencati di seguito in ordine decrescente di portata (litri/secondo):
| Nome              | Località                                     | Anno costruzione | Potenza kW | Portata litri/sec | Visitabile      |
| ----------------- | -------------------------------------------- | ---------------- | ---------- | ----------------- | --------------- |
| Caposelce         | Strada Capo Selce, Terracina                 | 1932             | 323        | 6000              | -               |
| Mazzocchio        | Strada Mazzocchio, Pontinia                  | 1934             | 288        | 6000              | Su prenotazione |
| Matera            | Strada Matera, Terracina                     | 1934             | 320        | 6000              | -               |
| Caronte           | Via Migliara 58, Terracina                   | 1923             | 283        | 5500              | Su prenotazione |
| Pantani da Basso  | Via Pantani da Basso, Terracina              | 1932             | 277        | 5500              | -               |
| Cannete           | Strada Lungo Canale, Terracina               | 1960             | 301        | 5500              | -               |
| Forcellata        | Strada Forcellata, Pontinia                  | 1927             | 220        | 5000              | -               |
| Striscia          | Via Migliara 49 destra, Pontinia             | 1932             | 294        | 5000              | -               |
| Calambra          | Via Capo dei Bufali, Terracina               | 1932             | 328        | 4500              | -               |
| Capoportiere      | Strada Lungomare SP 39, Latina               | 1933             | 150        | 4500              | -               |
| Pantani d'Inferno | Strada dell’Ufente, Terracina                | 1932             | 250        | 4000              | -               |
| Tabio             | Via Migliara 55, Pontinia                    | 1932             | 180        | 3500              | -               |
| Gricilli          | Strada Lungo Ufente, Pontinia                | 1923             | 220        | 2400              | -               |
| Olevola           | Traversa 6 S. Felice destra, S.Felice Circeo | 1932             | 87         | 2300              | -               |
| Caterattino       | Via Caterattino, Sabaudia                    | 1933             | 87         | 2300              | -               |
| Lavorazione       | Strada della Lavorazione, Sabaudia           | 1948             | 87         | 2300              | -               |
| Valmontorio       | Strada Valmontorio                           | 1949             | 87         | 2300              | -               |
| Ceccaccio         | Via Passarelle, Terracina                    | 1923             | 301        | 1900              | -               |
| Sega              | Via Strada Bianca, Pontinia                  | 1929             | 80         | 1200              | -               |
| Vettica           | Via delle Sirene, San Felice Circeo          | 1932             | 59         | 1200              | -               |
| Frassete          | Strada Migliara 58, Terracina                | 1934             | 22         | 400               | -               |
| Vetrica           | Via Migliara 56, Terracina                   | 1925             | 15         | 200               | -               |

Il grafico seguente mostra l'evoluzione della potenza installata (kW) e della portata totale (litri/sec) nel corso degli anni:

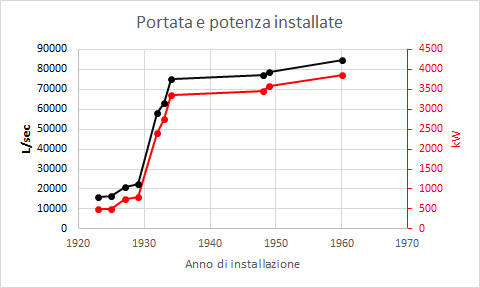
Evoluzione potenza installata pompe idrovore Agro Pontino

Complessivamente in tutto il territorio dell'Agro Pontino risultano presenti, al 2016, 2.438 km di canali di scolo artificiali (oltre 3.500 secondo altre fonti).
Il sistema di bonifica attiva è costituito da canali di raccolta principali, cioè i più grandi, che raccolgono le acque provenienti dai canali secondari, di dimensioni inferiori, che a loro volta raccolgono le acque provenienti dai piccoli canali minori; tutti insieme questi canali costituiscono una vastissima griglia di raccolta delle acque che va di fatto a sostituire il "collettore diffuso" di acqua costituito dalla palude pre-esistente, che raccoglieva tutte le acque provenienti dalle vicine colline e montagne.
I canali di scolo possono in alcuni casi non avere la pendenza necessaria a portare l'acqua fino al mare, trovando al di sotto del livello del mare stesso di 2-3 metri, quindi ad un certo punto vengono interrotti dagli impianti idrovori, che sollevano le acque di quei pochi metri e le reimmettono nel proseguimento del canale (o in altro canale adiacente) che, partendo da una quota più alta, può infine avere la pendenza necessaria a trasportare l'acqua fino al mare.

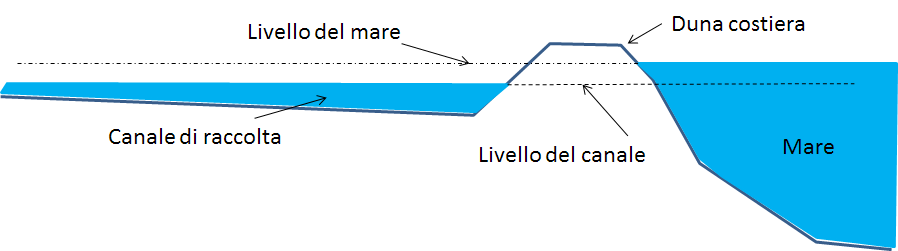
L'immagine mostra in sezione lo schema di un canale di scolo che, essendo posizionato al di sotto del livello del mare, non permette il deflusso delle acque.

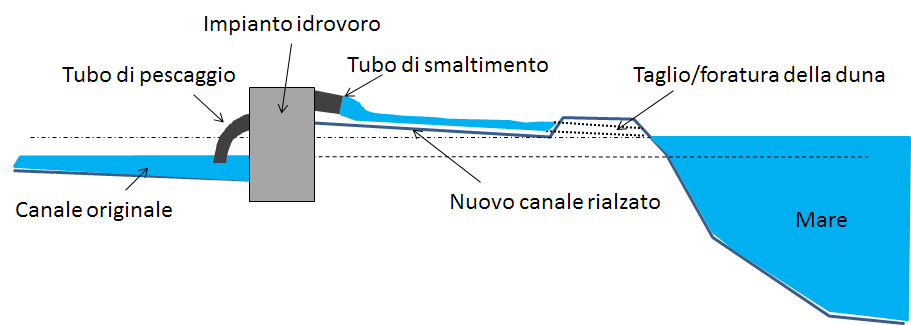
Schema di posizionamento e funzionamento di impianto idrovoro: le pompe prelevano acqua dal canale originale e la reimmettono nella prosecuzione del canale stesso, che però parte da un livello più alto.

Per sollevare di un metro di altezza un metro cubo d'acqua (=1.000 litri), che pesa poco più di una tonnellata, serve un'energia pari a:
- {\displaystyle E=m*g*h=~1000kg*9.8m/s^{2}*1m=~10.000Joule=~3Wh}

Per effettuare questo lavoro in un secondo, cioè 1/3.600 ore, serve una potenza pari a:
- {\displaystyle 3Wh/(1/3.600h)=~10kW}

Cioè un impianto idrovoro necessita in teoria di una potenza di 10 kW per sollevare di 1 metro 1000 litri di acqua in 1 secondo; si può quindi parlare di 10 W per litro / secondo / metro di dislivello.
Gli impianti in funzione nell'Agro Pontino hanno una potenza media di circa 50 W/l/s; l'impianto visitabile più grande, quello di Mazzocchio, ha una potenza complessiva installata di 288 kW e una portata di 6.000 l/s (48 W/l/s).
L'immagine che segue mostra la zona dell'Agro Pontino evidenziando i confini comunali, le curve di livello a 5 metri e i principali canali artificiali:

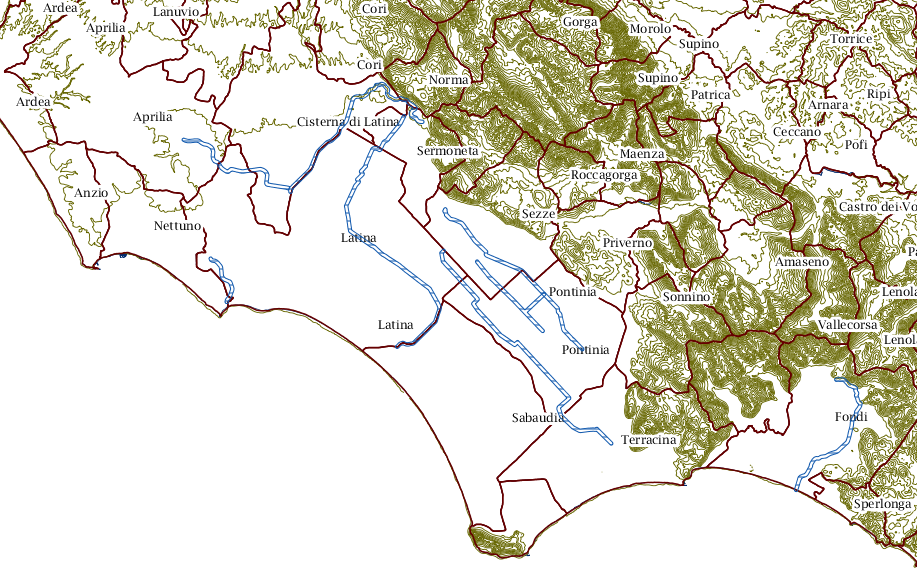
Curve di livello a 50m e canali principali dell'Agro Pontino

L'immagine seguente mostra invece la totalità dei corsi d'acqua, naturali e artificiali, presenti nella stessa area; la zona di bonifica, compresa tra la duna costiera e le colline, appare evidente dalla regolarità dei canali artificiali:
Dettaglio dell'area bonificata :

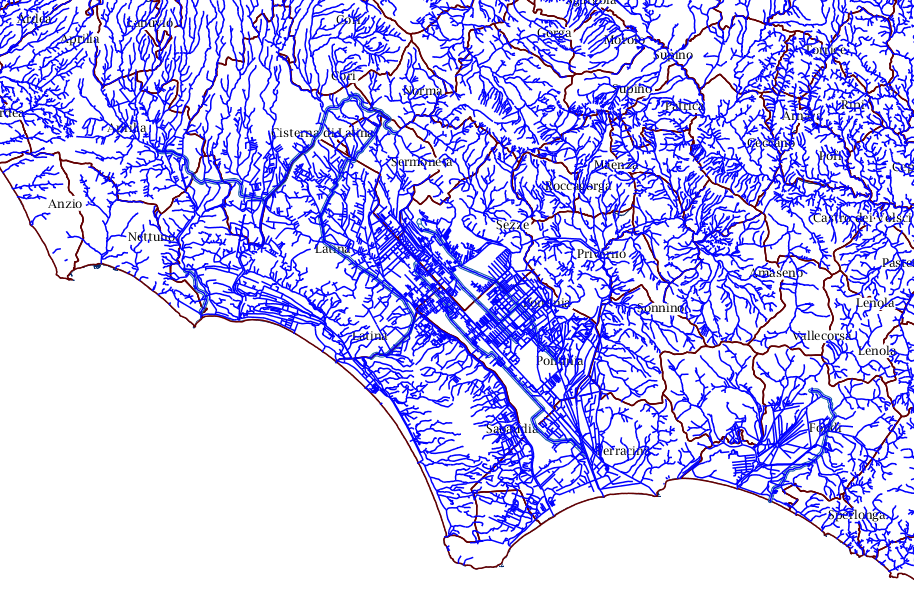

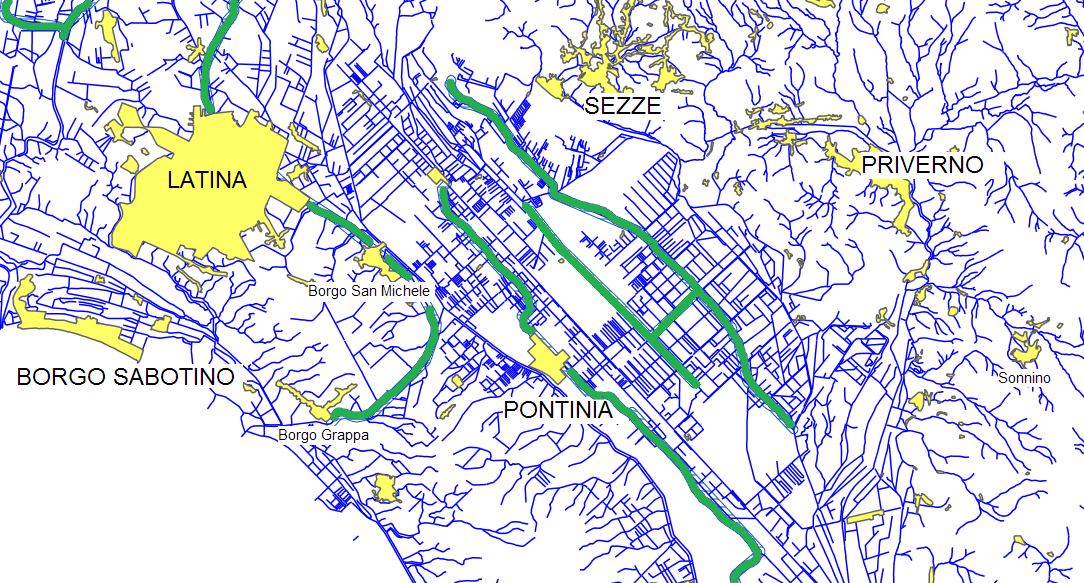

L'opera di bonifica iniziò con la vendita allo Stato Italiano di un territorio di 20.000 ettari circa, di proprietà della famiglia Caetani, noto come Bacino di Piscinara (corrispondente in gran parte agli attuali territori comunali di Cisterna di Latina e Latina). Iniziarono così i primi lavori di bonifica con l'istituzione del Consorzio di Bonifica di Piscinara che avviò la canalizzazione delle acque del bacino del fiume Astura.
Nel 1926 fu varato un regio decreto, che istituì due consorzi: il preesistente Consorzio di Piscinara fu esteso su tutti i terreni a destra della linea Ninfa-Sisto, su un'area di 48.762 ettari e a sinistra della linea, il Consorzio di Bonificazione dell'Agro Pontino (26.567 ettari), un'area relativamente inferiore, ma costituita dai territori siti sotto il livello del mare e quindi dove la bonifica fu maggiormente complessa. I due Consorzi erano costituiti dall'unione dei latifondisti privati e dello Stato, ma in seguito alla legge Mussolini (Legge 24 dicembre 1928, n. 3134), i terreni improduttivi o abbandonati potevano essere espropriati quando i proprietari non avessero aderito ai Consorzi e ne avessero comunicato la cessione allo Stato per il tramite della prefettura; quindi gran parte delle aree bonificate passò sotto il controllo diretto dello Stato, che lo delegò all'Opera Nazionale Combattenti. Progettista della bonifica fu il senatore Natale Prampolini, creato poi conte del Circeo.
Fu un'opera immensa: dal 1926 al 1937, per bonificare l'agro, furono impiegate ben 18.548.000 giornate-operaio con il lavoro di cinquantamila operai, reclutati in tutto il Paese.
Dopo aver compiuto il lavoro di dicioccatura, fu poi necessario dissodare tutto il terreno. Il 5 aprile 1932 entrarono le squadre per dissodamento e tutti i trattori. Per l’aratura funicolare con macchine a vapore, si è provveduto al trasporto di 126.000 quintali di carbon fossile, al trasporto di 1.050.000 litri di acqua, al trasporto di 120.750 litri di benzina e 1.354.280 chilogrammi di petrolio. A mano a mano che i lavori erano completati, venivano costituite tutte le Direzioni delle Aziende agrarie. Inizialmente erano cinque: di Littoria, del Carso, del Piave, dell’Isonzo e del Grappa. Una volta terminati i lavori di dissodamento del terreno, l’apertura dei canali e finite le case coloniche, si poteva procedere a far arrivare nella palude i primi operai. Il 27 Ottobre 1932 arrivarono i primi treni di coloni che trasportavano dalle venti alle trenta famiglie provenienti da terre distanti anche centinaia di chilometri. L’opera combattenti si è impegnata di fornire una sistemazione a ogni famiglia con annessa assistenza economica, spirituale e tecnica. Ai coloni venivano fornite scorte di farina ogni giorno, venivano organizzate dall’Opera Combattenti alcune squadre di donne per insegnare a fare il pane alle famiglie e squadre di uomini che insegnavano come si porta l’aratro o come si governa il bestiame. Per tutelare la salute e le condizioni di vita degli operai che si trovavano in prima linea nelle zone di bonifica, e quindi più esposti ad attacchi di malaria, l’Opera Combattenti costruì alloggiamenti a Borgo Podgora e Borgo San Michele di oltre quattromila posti. Questi alloggiamenti erano mobili e come tali venivano spostati seguendo l’avanzata della bonifica. Questa opera gigantesca intrapresa comprende i seguenti lavori:
- disboscamento e dicioccatura di circa 20.330 terreni boschivi;
- sistemazione idraulica di tutti i terreni costruendo reti di canali secondari e terziari per la raccolta delle acque;
- costruzione di una rete di circa 416 km di strade di bonifica;
- costruzione di 2.392 case coloniche;
- costruzione di una colonia marina per 400 bambini e due villaggi operai con dormitori, pozzi, luce.[37]

L'epopea della bonifica è stata successivamente narrata in romanzi e film come la controversa serie tv di Canale 5 Questa è la mia terra o il romanzo di Antonio Pennacchi Canale Mussolini vincitore del Premio Strega 2010.

#### Popolazione e "centuriazione"
L'Opera Nazionale Combattenti guidata da Valentino Orsolini Cencelli fu l'ente principale ad occuparsi della gestione dei terreni e dei poderi che venivano via via costituiti nei terreni bonificati, affidandoli in concessione a coloni provenienti per la stragrande maggioranza dalle regioni, allora povere e sovraffollate del Veneto, del Friuli e dell'Emilia.
Ai nuovi coloni veniva dato un terreno coltivabile, una casa nuova con annessa stalla, alcuni animali da lavoro e tutti gli attrezzi necessari. Avevano diritto ad una parte del raccolto e/o ad una paga in denaro, ma contraevano un debito ("debito colonico") di valore pari ai beni ricevuti, che doveva essere progressivamente estinto attraverso la cessione di produzione agricola allo stato: all'estinzione del debito corrispondeva il riscatto di casa e terreno.
Al centro dei vari poderi, venivano costruite delle case coloniche (circa 4000), molte delle quali tuttora abitate dai discendenti dei "pionieri".
In seguito, il territorio fu suddiviso in comprensori facenti capo ciascuno ad un borgo o ad un capoluogo comunale; i borghi, con una struttura urbanistica in molti casi simile, con la chiesa, la casa del fascio, il credito agricolo, la scuola avevano in origine la funzione di fare da centri di raccordo fra i vari poderi e di provvedere alla necessità dei coloni.

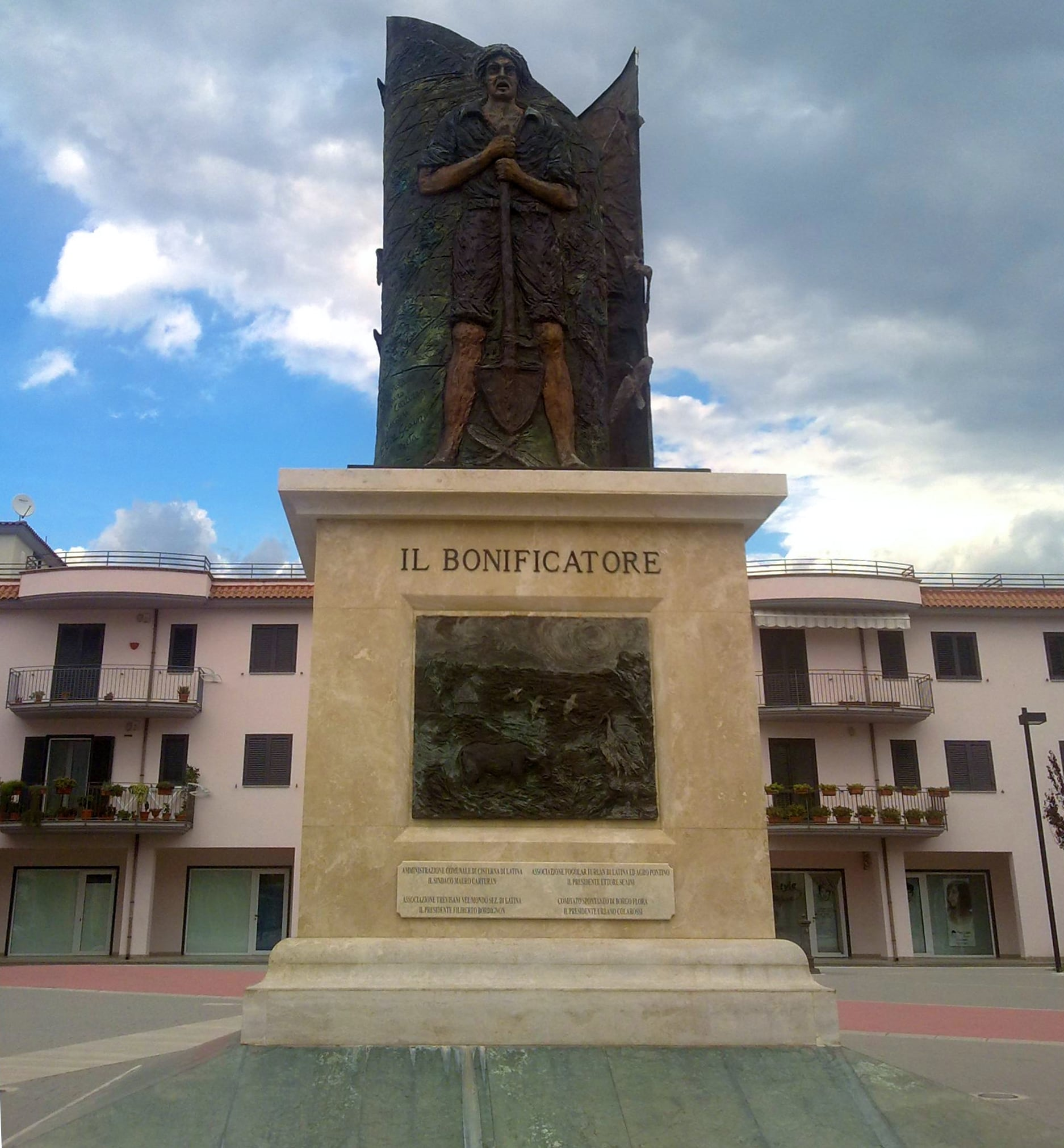
Il Monumento ai bonificatori a Borgo Flora

Il primo borgo ad essere costruito fu Borgo Podgora, nel 1927, destinato ad appartenere pochi anni dopo al comune di Latina, creato inizialmente come villaggio operaio con il nome di Sessano (dal nome del vicino rudere della medievale torre di Sessano) e solo progressivamente convertito in borgo rurale; i primi centri invece concepiti e fondati direttamente come centri della colonizzazione e dell'appoderamento furono probabilmente Borgo Isonzo, Borgo Piave e Borgo Carso, costruiti a partire dal 1931.
I borghi di nuova fondazione a partire dal 1933 furono battezzati o ribattezzati in gran parte con nomi ispirati ai principali luoghi di battaglia della prima guerra mondiale. In alcuni casi invece fu adottato il nome "storico" della località (per esempio Doganella di Ninfa fra Cisterna di Latina e Sermoneta) oppure furono legati all'attività principale del borgo (Littoria Stazione, oggi Latina Scalo - sorto come centro di servizio per i passeggeri dello scalo ferroviario di Latina).
Di molti borghi si tramanda tradizionalmente anche una denominazione "preesistente", che talvolta è indicata anche nella segnaletica stradale: tale denominazione in alcuni casi è la vera prima denominazione ufficiale del centro stesso edificato come villaggio operaio della bonifica (Sessano, Passo Genovese, Casale dei Pini, Villaggio Capograssa), in altri casi si riferisce invece a toponimi minori relativi ad antichi incroci, strade o casali situati nei pressi del centro del nuovo borgo, ma sostanzialmente disabitati prima della bonifica (Conca, Antonini, La Botte, Piano Rosso, Foro Appio), in tutti i casi nella documentazione storica sono spesso presenti entrambe le denominazioni, talvolta con qualche variante.

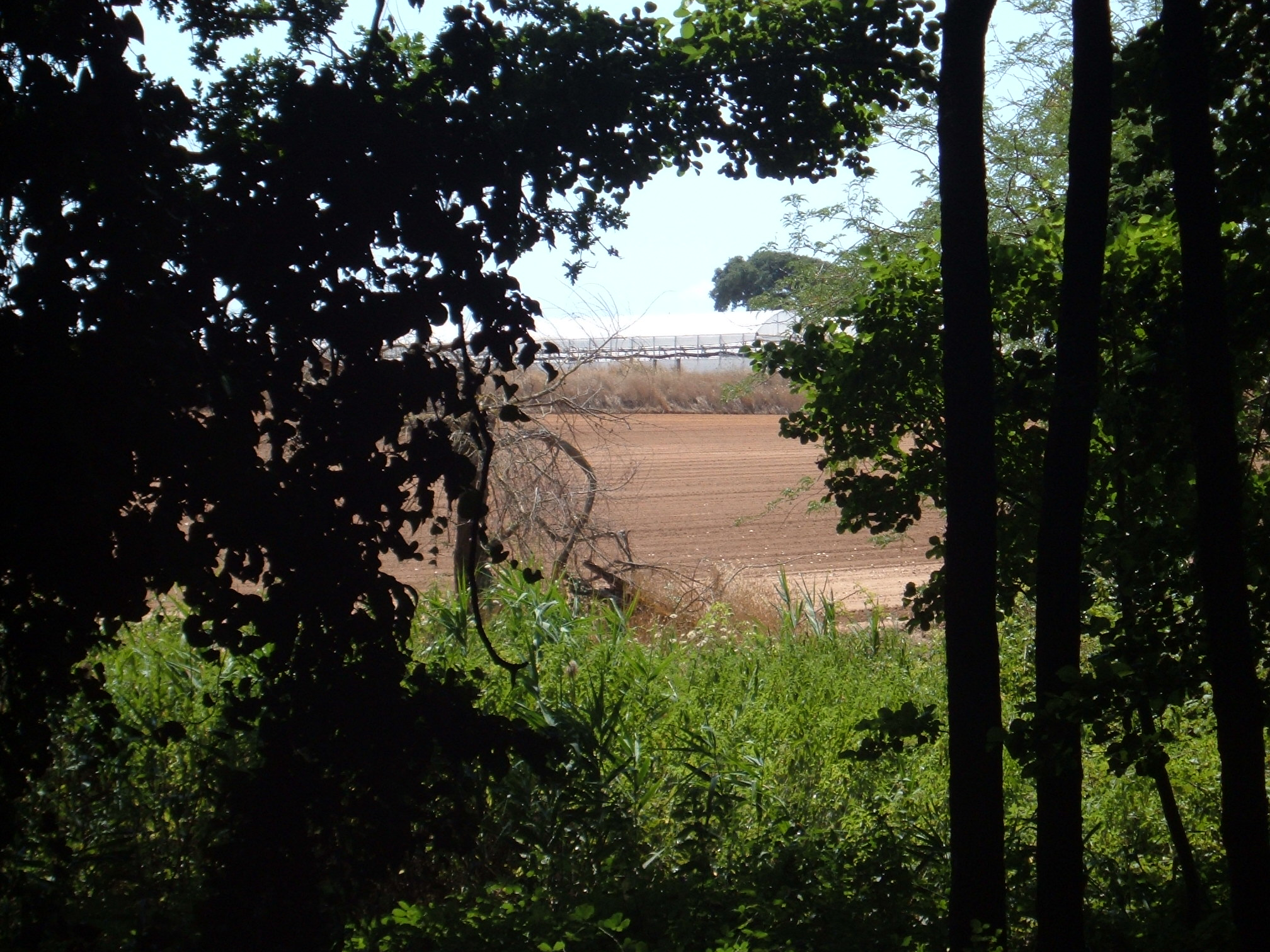
Campi coltivati nell'Agro Pontino nei pressi di Sabaudia

Oltre ai borghi veri e propri, si procedette all'edificazione di nuove città concepite secondo i criteri dell'architettura razionalista: la prima ad essere fondata fu nel 1932 Littoria (oggi Latina), cui seguirono Sabaudia (così definita in onore dei Savoia), Pontinia, Aprilia e Pomezia (benché queste ultime due facciano parte dell'agro romano e non di quello pontino).

#### L'istituzione del parco del Circeo
La bonifica idraulica, durata quindi undici anni, grazie ad un complesso sistema di canali, ebbe finalmente successo e fu esaltata dalla propaganda fascista come uno dei meriti più straordinari, forse il più straordinario, del regime. Nel dopoguerra si è valutata per lo più in modo negativo la bonifica in quanto distruttiva di un ecosistema unico al mondo, soprattutto per le rarissime specie faunistiche che vi vivevano.
Per tutelare gli ultimi lembi di habitat fu istituito il Parco nazionale del Circeo nel comprensorio residuo della foresta demaniale di Terracina, risparmiata dalla bonifica sia su pressioni politiche locali che per motivi propagandistici legati alla mai effettuata esposizione dell'E42 (EUR), esteso anche alle paludi costiere rimaste, all'area del Circeo, alla spiaggia compresa tra Sabaudia e Capoportiere, all'isola Zannone.

### La seconda guerra mondiale
Durante la seconda guerra mondiale, l'Agro era l'estremo lembo meridionale della Repubblica Sociale Italiana e a partire dal gennaio del 1944 si trovò stritolato fra ben tre fronti: la linea Gustav a sud, il fronte di Cassino a est e soprattutto lo sbarco, tentato dagli Alleati ad Anzio il 22 gennaio. I tedeschi riuscirono a sorpresa a bloccare gli Americani, e a predisporre una linea difensiva fra Aprilia, Cisterna di Latina e Littoria. Dopo due mesi di stallo, a marzo i tedeschi prepararono una massiccia offensiva costringendo la popolazione civile ad abbandonare la zona. Gli Alleati tuttavia reagirono con energia, conquistando Aprilia agli inizi di aprile. Il 23 maggio fu lanciata l'operazione Buffalo: gli Americani miravano a sfondare la linea, puntando sull'abitato di Cisterna, nel quale riuscivano ad entrare solo l'indomani dopo una battaglia durissima. I tedeschi, che si erano rintanati nel cinquecentesco palazzo Caetani, (nel centro di Cisterna), si arresero solo nel primo pomeriggio. Il 24 maggio gli americani entrarono a Littoria, il 25 fu raggiunta Pontinia e le truppe alleate si ricongiunsero con i compagni che giungevano da Terracina.
Il 29 maggio l'Agro era completamente liberato, ma la situazione generale era a pezzi. I lunghi mesi di guerra avevano seminato ovunque dolore e distruzione, intere zone erano rase a suolo, buona parte della popolazione era stata allontanata forzatamente dalle proprie abitazioni. Inoltre i tedeschi nel tentativo di ritardare l'avanzata degli alleati, avevano volutamente danneggiato e distrutto molte opere di bonifica, provocando l'allagamento di ettari di terreno, causando in molte zone anche il drammatico ritorno della malaria.

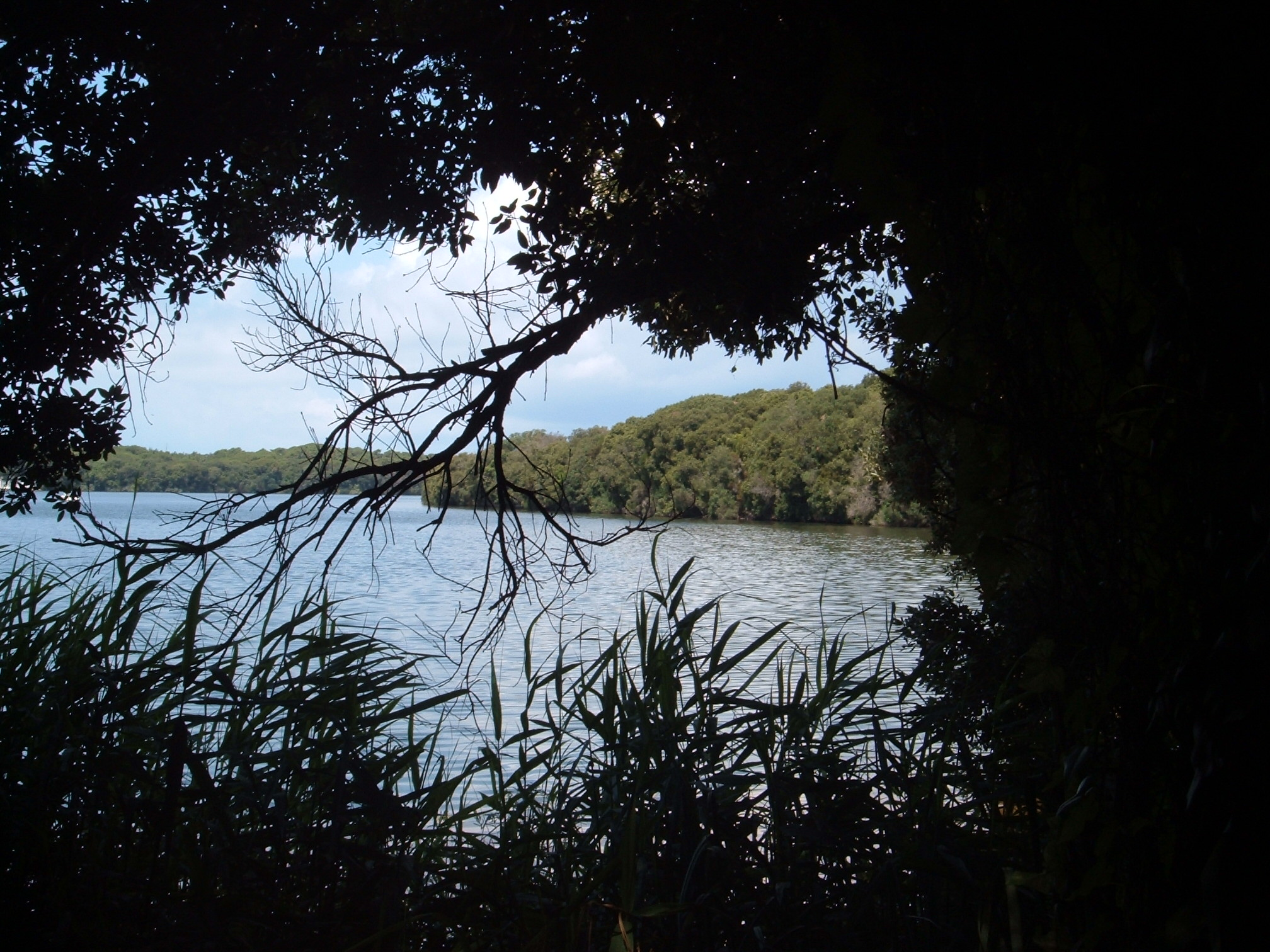
Una suggestiva veduta del lago di Paola, nel parco nazionale del Circeo

### Gli anni dello sviluppo industriale
L'introduzione dell'Agro Pontino nelle zone sostenute dalla Cassa del Mezzogiorno e la notevole disponibilità di manodopera hanno favorito l'insediamento di numerosissime aziende, soprattutto chimiche, alimentari, farmaceutiche, sintetiche, concentrate in prevalenza nel triangolo Latina-Aprilia-Cisterna.
La crescita industriale ha attratto numerosi immigrati dall'Italia centro meridionale. L'immigrazione ha avuto il suo massimo negli anni settanta e ottanta e le terre di maggior provenienza erano soprattutto Abruzzo, Campania e Sicilia che si è mescolata ai locali e ai coloni giunti dal Nord Italia. L'arrivo di gente da tutta Italia ha favorito, soprattutto nei centri maggiori, uno straordinario mescolamento di culture, modi di vivere, dialetti che ha fatto dell'Agro Pontino un caso di studio demo-sociologico nazionale. A partire dagli anni '90 è molto forte l'immigrazione dall'India, in particolare sikh. Gli immigrati, principalmente irregolari, lavorano nei campi in condizioni di sfruttamento.

## Geologia e geomorfologia
Un tempo coperto dalle paludi ed oggi bonificato, corrisponde ad una pianura di origine alluvionale delimitata ad ovest e sud dal mar Tirreno, a est dai primi rilievi appenninici dei monti Lepini ed Ausoni, a nord dal medio corso del fiume Astura e dai primi rilievi dei Colli Albani.
Il territorio dell'Agro Pontino si sviluppa su un vasto terrazzo marino tra i rilievi più meridionali del vulcanismo laziale (Colli Albani - Vulcano Laziale), il Circeo e le cime dell'orogenesi mesozoica dei Monti Lepini e Ausoni. Il sistema di depositi alluvionali e marini che caratterizza la pianura inizia a prendere forma nel Neozoico, a seguito delle frequenti oscillazioni del livello del Mar Mediterraneo dovute al succedersi di ere glaciali e interglaciali.

### L'antica duna

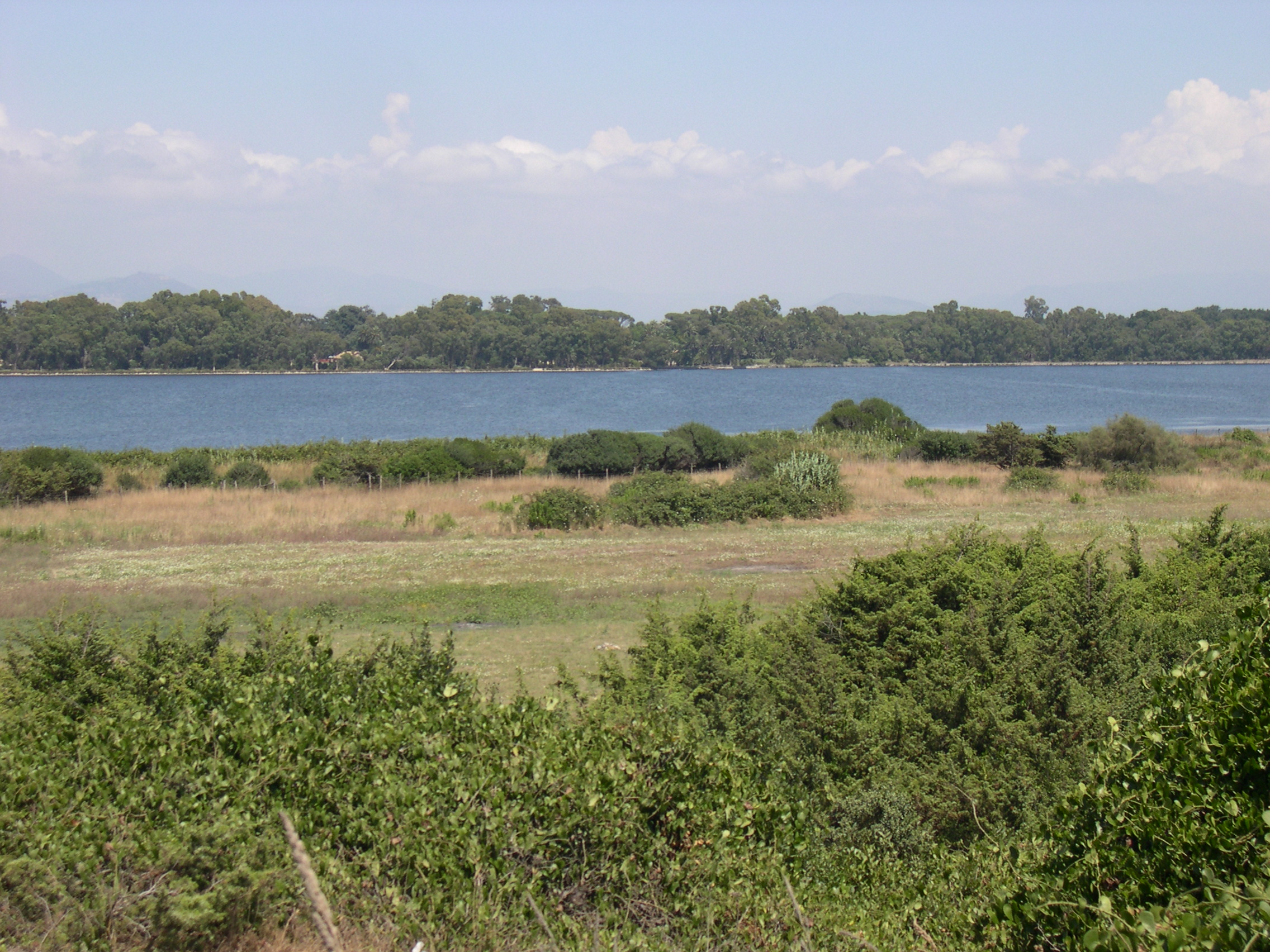
Il lago di Fogliano, formazione lacustre tra la duna antica e la duna nuova

Vista la sostanziale uniformità della regione interessata, una corretta comprensione della situazione geologica necessita uno sguardo sulle aree immediatamente prossime all'Agro Pontino, considerando l'area compresa fra Anzio, Cisterna, Ninfa, Priverno, Terracina, il Circeo e il Tirreno. Ad Anzio ha inizio un lungo deposito di sabbie e argille con tracce di elementi silicei e tufi che raggiunge il promontorio del Circeo: è l'antica duna litoranea la cui origine è dovuta ai depositi eolici accumulati sul substrato delle sabbie marine immediatamente sovrastanti la piattaforma calcarea sottomarina ascrivibile genericamente al Cenozoico. Presso Borgo Podgora l'antica formazione dunale è solcata dal canale delle Acque Alte che da Ninfa lambisce Cisterna di Latina e raggiunge il Tirreno a Foce Verde, al Lido di Latina. Altro canale principale di tale bacino è il canale delle Acque Medie, il quale si congiunge verso la foce con il Rio Martino tagliando in due il territorio dell'antica formazione dunale: sfocia nel comune di Latina, a pochi chilometri dal confine con Sabaudia. Nel tratto più vicino al mare la formazione di una piccola recente duna ha generato uno sbarramento nel quale si sviluppano i laghi litoranei di Fogliano, Monaci, Caprolace e Paola.
Tra il Lago Paola e il promontorio del Circeo è attivo un sistema di sorgenti di debole portata: Molella, Lucullo,  presso Sabaudia.

### I depositi alluvionali: l'antica palude

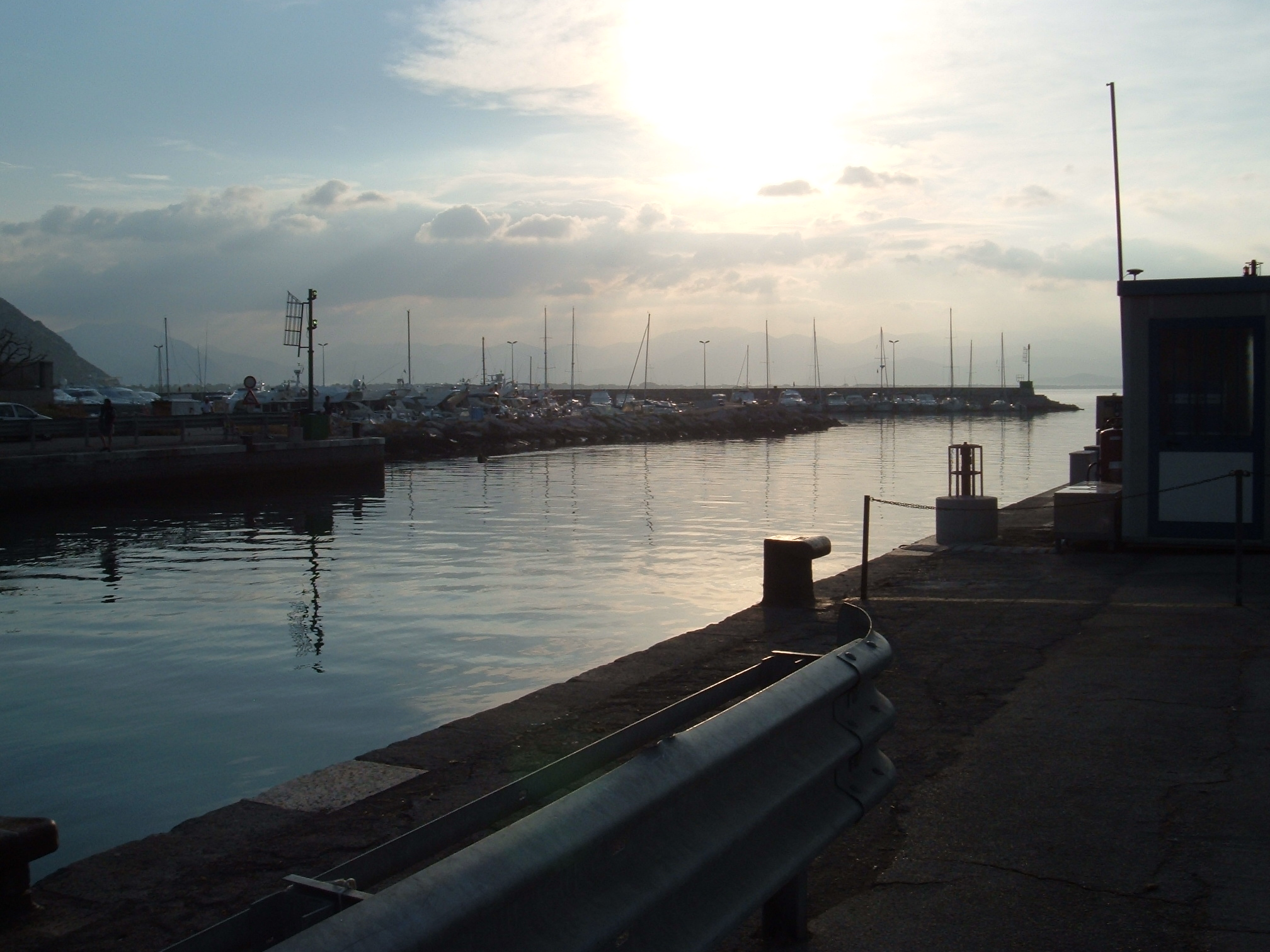
La foce della Linea Pio a Terracina

Tra Cisterna e Ninfa emerge l'ultimo lembo dei tufi dei Colli Albani che lentamente degradano verso affioramenti di travertino e il vasto deposito alluvionale, il cuore delle antiche paludi pontine, che corre parallelo al deposito eolico dell'antica duna fra Latina e Terracina. La zona è attraversata dai fiumi principali della provincia di Latina, di grande portata d'acque: il Ninfa, il Sisto, l'Amaseno, l'Ufente nonché i canali che si raccolgono nella Linea Pia presso l'Appia.
L'area è una fertilissima pianura presso cui è ancora attivo un intenso sistema di sorgenti alle pendici calcaree dei Lepini: Ninfa, Laghi del Vescovo e Grecilli (Priverno), Frasso e la Fiora (anticam. Feronia) di Terracina.

### Altre formazioni geologiche
Le tracce di una duna minore del Quaternario affiorano tra Priverno e Fossanova (località Bosco Polverino). Presso San Felice Circeo il paesaggio è variegato dalle marne e arenarie del Circeo risalenti al Paleogene e dai calcari del Lias inferiore di Torre Paola.

## Ambiente

### La palude
Prima della bonifica integrale degli anni trenta, l'Agro era un'area paludosa e malsana, quindi poco popolata dall'uomo, ma ricchissima di una vita animale e vegetale unica. Nelle paludi vivevano specie faunistiche endemiche come il cavaliere d'Italia, gli aironi e altri che formavano spesso delle specie uniche. Le acque poco profonde erano invece l'habitat ideale per moltissime specie di rettili e anfibi e per piccoli pesci, come la trota di Ninfa, quasi completamente estinta.
Tra gli insetti, la libellula, l'idrometra e la temutissima zanzara anofele, causa della malaria che decimava i pochi abitanti. Le paludi maggiori erano chiamate piscine, vaste distese d'acqua variabili e dai confini incerti, oggi quasi del tutte scomparse (a eccezione dei laghi costieri).
Le zone libere dalla palude erano occupate da foreste inestricabili, dette "selve" di cui la tradizione ricorda la Selva di Terracina, la Selva del Circeo, la Selva di Cisterna. Le foreste, soprattutto mediterranee, erano composte da querce da sughero, lecci e pini; dove vivono ancora cinghiali, volpi, cervi.

### La bonifica
La bonifica delle paludi e il disboscamento delle foreste hanno distrutto nel giro di pochi anni questo ecosistema, al quale è subentrato uno nuovo. Gli ultimi lembi rimasti sono tutelati nel Parco nazionale del Circeo, sebbene quest'ultimo rispecchi solo in parte l'originario ambiente palustre.
Per debellare la malaria, che fece una vera e propria strage fra i bonificatori, vennero piantati numerosi eucalipti, un albero tipico australiano che assorbe l'acqua dal terreno. L'eucalipto costituisce oggi una parte predominante nel paesaggio rurale dell'Agro. Inoltre si ricorse al DDT, che nel dopoguerra fu immesso massicciamente nei canali e nei bacini (dove l'anofele aveva ricominciato a riprodursi) soprattutto da parte militare alleata. Nei canali fu immessa la gambusia, una specie di pesci originari degli Stati Uniti d'America, che distrussero le larve dell'anofele, ma, per mancanza di concorrenti, sono proliferate al punto da causare la forte riduzione anche delle altre specie acquatiche che erano riuscite a riprodursi e a vivere nei canali.

### La pianura

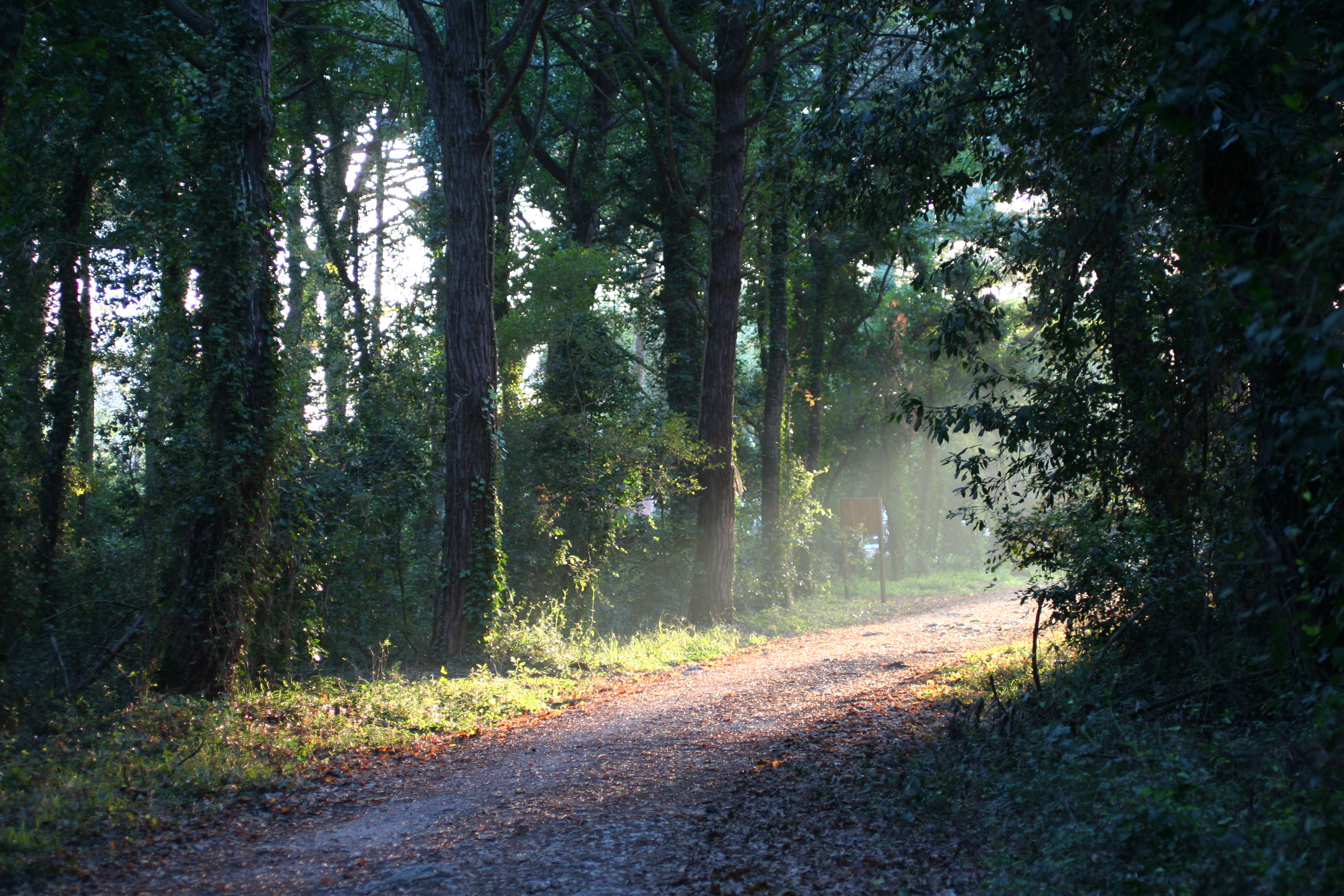
Il bosco planiziario del parco nazionale del Circeo.

A parte il Parco nazionale del Circeo, l'ambiente pontino è soprattutto un ambiente agricolo, che grazie alla fertilità dell'area e al clima mite, ha permesso la nascita e la diffusione di nuove specie vegetali, tipiche della zona. Le poche aree selvatiche sono soprattutto boschi, composti da alberi ad alto fusto, come querce, pioppi e pini; nel sottobosco è possibile trovare una gran varietà di piante a basso fusto, fra cui la più diffusa è il pungitopo.
Albero tipico del paesaggio pontino è l'eucalyptus, introdotto qui con la bonifica per le sue straordinarie capacità di assorbimento dell'acqua e impiegato per la creazione di fasce frangivento. Tipiche anche le palme, recentemente danneggiate però dalla proliferazione del punteruolo rosso.
Di notevole importanza naturalistica è inoltre il tumuleto della duna litoranea, una barriera sabbiosa naturale alta alcuni metri che separa la spiaggia dall'entroterra; sulla stessa cresce una particolare vegetazione costituita da piante resistenti a condizioni climatiche estreme, quale elevata salinità ed esposizione a forti venti e brezze.
L'inquinamento delle acque è presente, per la presenza di numerose industrie: molti fossi e canali hanno visto verificarsi ripetuti fenomeni di moria ittica negli ultimi anni. Da ricordare inoltre la presenza, nel territorio comunale di Latina di una centrale nucleare in via di dismissione, spesso oggetto di discussioni per il suo impatto ambientale, e i cui presunti effetti negativi sulla salute umana sono stati spesso oggetto di controversi dibattiti.
Negli anni 2000 il WWF in collaborazione con la Fondazione Caetani ha trasformato un podere di proprietà di quest'ultima, nei pressi di Ninfa, in un sistema di stagni artificiali che vorrebbe riprodurre l'ambiente delle antiche paludi pontine, sebbene la reale presenza di paludi in quella zona in passato sia smentita sia dalle fonti storiche che della geologia del suolo. La zona, oggi situata nel territorio comunale di Cisterna, è nota come Riserva del Pantanello.
Residui di aree umide e paludi naturali e non riprodotte, sebbene diverse fra loro per conformazione geologica, ma con vegetazioni spontanee e fauna tipica della palude arcaica, si possono invece rinvenire nell'area dei Laghi del Vescovo - Gricilli nel comune di Pontinia, nella foresta demaniale di Sabaudia e presso il lago costieri di Caprolace.

## Urbanistica

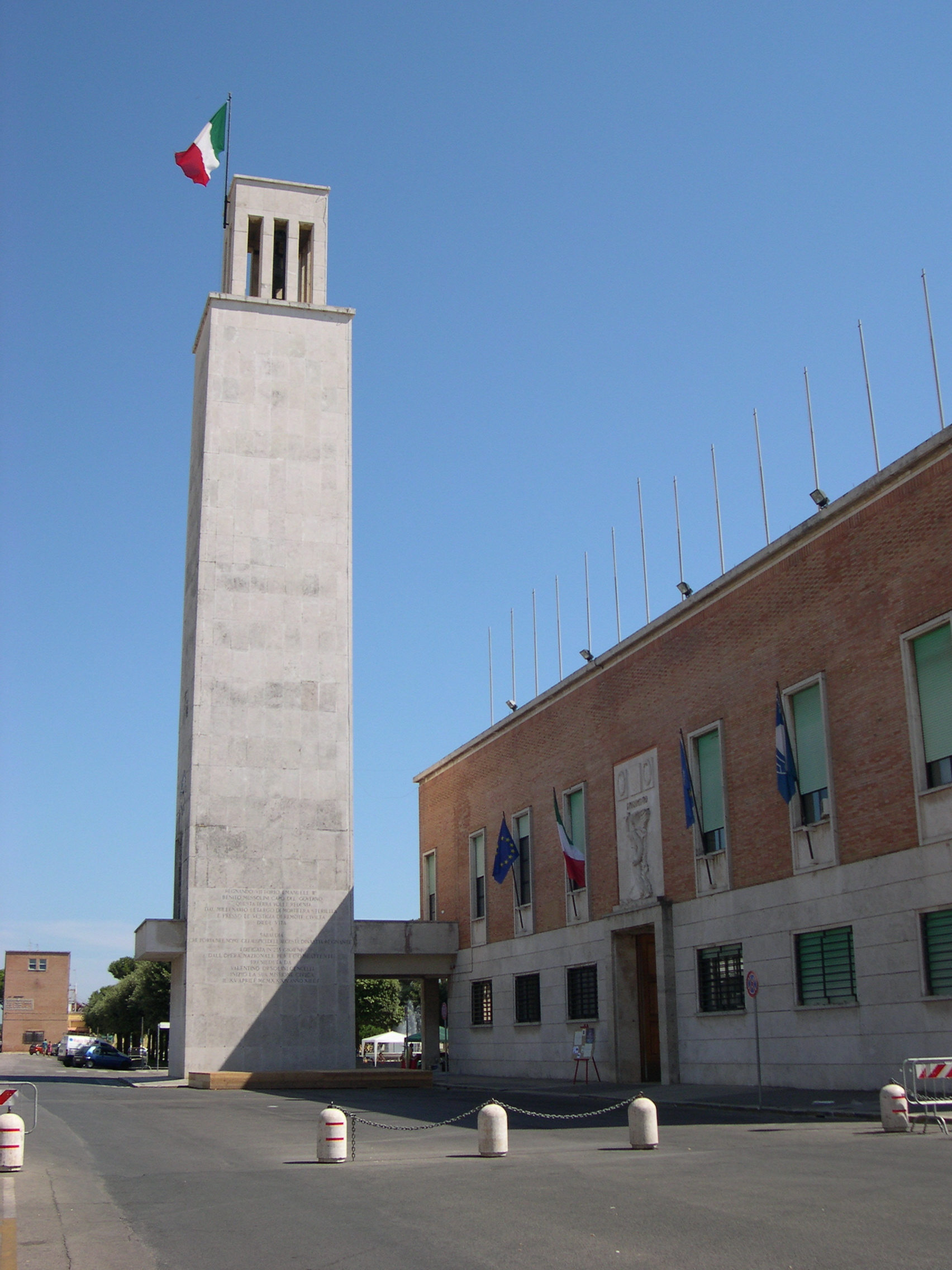
La Torre Civica di Sabaudia; la torre civica è uno degli edifici più caratteristici delle città fondate dopo la bonifica

La conformazione paesistica e territoriale dell'Agro Pontino risale prevalentemente agli anni della bonifica (1929-1935) e delle conseguenti colonizzazione e appoderamento, e fondazioni di nuovi centri (Littoria, poi Latina, Pontinia, Aprilia, Sabaudia), caratterizzati da un'architettura di tipo razionalista e una quindicina di borghi rurali.
Tutto il territorio ha conosciuto successivamente una notevole crescita, con significative trasformazioni e ampliamenti delle aree strettamente urbane, e una conseguente evoluzione territoriale che però non ha significativamente alterato l'impianto originario.

## L'Agro Pontino oggi

### Economia

#### Agricoltura e allevamento
La crisi industriale che ha investito l'Agro Pontino alla fine degli anni novanta e che ha portato alla chiusura di molti stabilimenti (vedi paragrafo più sotto), ha spostato l'interesse generale verso l'agricoltura che qui è favorita da diversi fattori:
- dai terreni pianeggianti;
- dalla grande disponibilità d'acqua;
- dalla suddivisione in poderi operata negli anni della bonifica;
- dalla vicinanza di un grande mercato come Roma (il principale consumatore di gran parte della produzione agricola pontina) e la presenza nel contesto regionale del Lazio, dove le aree pianeggianti sono sostanzialmente scarse.

L'agricoltura, anche se in gran parte affidata ad aziende agricole a conduzione familiare, è quindi molto redditizia e non si è verificato il fenomeno dell'abbandono dei campi, tipico di altre realtà, ma, al contrario, risultano impiegati in questo settore quasi l'11% dei lavoratori (dati ISTAT), una delle percentuali più alte d'Italia.

In questi ultimi anni il settore ha investito molto nella specializzazione, puntando su colture particolari come il kiwi (di cui è il primo produttore nazionale, quasi il 76% del totale), in particolare della variante locale "kiwi latina IGP", l'anguria (terzo produttore nazionale), il carciofo (nelle varianti del "carciofo romanesco" e del "carciofo di Sezze"), le zucchine (per le quali è in corso il riconoscimento IGP), particolarmente apprezzate per la loro salubrità, gli agrumi e gli spinaci.

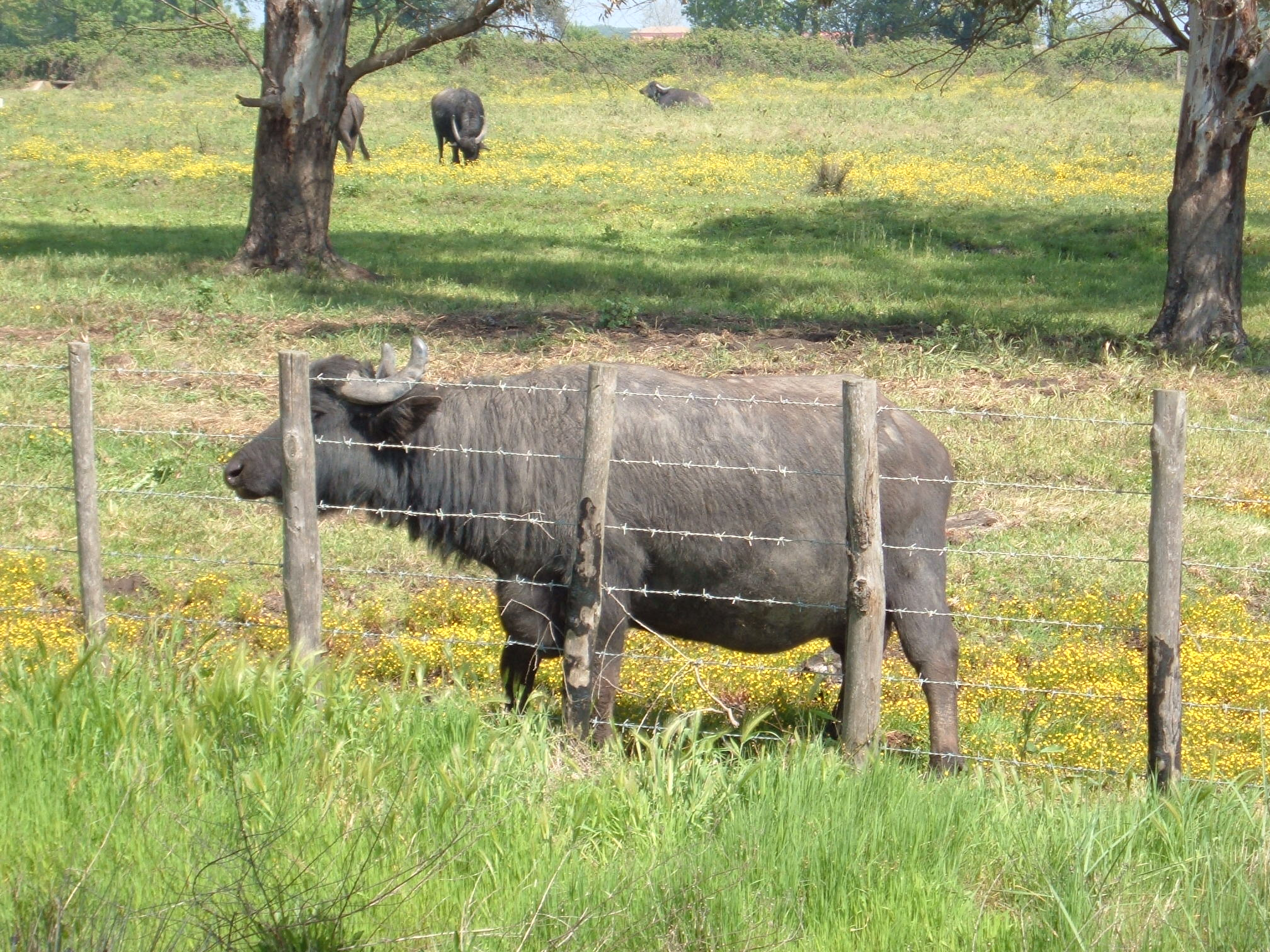
Nell'Agro Pontino l'allevamento delle bufale è particolarmente diffuso

Anche nell'allevamento si è seguita la strada della specializzazione: accanto all'allevamento più tradizionale dei bovini, in calo negli ultimi anni, introdotto negli anni trenta, si è riscoperto il pascolo delle bufale, già praticato dai butteri e poi caduto in declino. Connesso alle bufale è la produzione tipica delle mozzarelle, leggermente diverse da quelle campane, e della carne di bufala. L'allevamento degli ovini, che era anch'esso praticato prima della bonifica, è al contrario quasi del tutto scomparso.

#### Industria e artigianato
L'abolizione della Cassa del Mezzogiorno (in cui l'Agro Pontino rientrava) e quindi la fine dei privilegi fiscali che ne derivavano ha spinto alla chiusura numerose aziende che hanno puntato sulla forza lavoro più vantaggiosa dei paesi asiatici e dell'Europa orientale, senza non poche ricadute sociali sui molti lavoratori licenziati o inviati in cassa integrazione. Hanno provocato non poche proteste e scioperi, alcune chiusure di stabilimenti altamente competitivi, come la Goodyear di Cisterna, che diventò un caso nazionale di cui si occupò anche il giornalista Michele Santoro.
I grandi stabilimenti industriali rimasti sono comunque molti, e sono sviluppati in particolare nell'agro-alimentare e nel chimico-farmaceutico.
Non esiste un artigianato esclusivamente tipico dell'Agro Pontino. Vi sono comunque aziende artigianali, a conduzione familiare, nella falegnameria, nell'arredamento, nella lavorazione del ferro.
Non poca importanza ricoprono anche le cooperative agricole, che lavorano e distribuiscono i prodotti della campagna.

#### Terziario
Importante il settore terziario, che raccoglie ormai larga maggioranza della forza attiva. I maggiori investimenti sono nell'informatica, nella ricerca tecnologica e scientifica.
Non trascurabile il turismo, che negli ultimi anni, ha conosciuto una forte espansione: le principali mete sono le località balneari di Sabaudia, San Felice Circeo e Terracina, le quali possono vantare un mare nel complesso abbastanza pulito e una vasta spiaggia delimitata dalle caratteristiche dune (dette "tumuleti"). Un'altra attrazione è rappresentata certamente dal Parco nazionale del Circeo e dai laghi costieri.
Negli ultimi tempi è stato riscoperto dal turismo di massa, anche l'area più interna dell'Agro: grazie soprattutto alla sua natura "artificiale" e per questo, da molti giudicata unica, con il paesaggio completamente ridisegnato dall'uomo, con i canali, la campagna, le ombrose pinete, la modernità delle sue città e il carattere, considerato socievole, degli abitanti.
Non indifferente è anche il peso delle aziende della moda e dello spettacolo, le quali hanno negli ultimi anni fortemente investito nella zona, lanciando numerosi pontini.
Non irrilevante è poi la popolazione locale che giornalmente raggiunge Roma per lavoro, utilizzando il treno o l'auto.

## Il dialetto
L'Agro Pontino non presenta un unico idioma: nei borghi, in alcuni centri minori e nelle campagne, nelle cosiddette comunità venetopontine, è in piccola parte ancora presente il veneto, accanto talvolta al dialetto ferrarese ed al friulano, che anche ove non più praticati hanno comunque lasciato un'influenza nella pronuncia locale dell'italiano e, ove utilizzato, del dialetto romanesco.
Nelle città è invece sempre praticato il romanesco, perlopiù leggermente diverso da quello proprio di Roma, mantenendo un accento leggermente più conservativo e annoverando nel lessico numerosissime parole ed espressioni idiomatiche mutuate da altri dialetti, come quello lepino o il veneto. Nei centri preesistenti alla bonifica ed in parte dei relativi territori comunali sono praticati dialetti del sottogruppo lepino, a sua volta incluso nel più grande gruppo dei dialetti laziali. Queste parlate presentano notevoli varianti fra loro e, in epoca moderna, hanno risentito in alcuni casi dell'influsso del romanesco, nonché di una progressiva sostituzione in favore dell'italiano locale; tali parlate di ceppo lepino sono presenti nei centri di Cisterna, Terracina e San Felice Circeo. Oltre ai citati comuni, anche altre aree rurali, specie nella fascia pedemontana, vedono presenti parlate di tipo lepino, in particolare parlate analoghe a quelle dei limitrofi centri situati sulle colline Lepine: questo accade in particolare per l'area dei comuni di Sermoneta e Sezze, ma anche per una larga fetta del territorio del comune di Pontinia ove si praticano i dialetti sezzese, privernese e sonninese; parlate di ceppo lepino sono diffuse anche nel comune di Sabaudia, derivate sostanzialmente dai dialetti di Terracina e San Felice Circeo.

### Popolazione
L'Agro Pontino è una delle zone più giovani d'Europa e presenta il tasso di natalità più alto del Lazio. L'immigrazione italiana si è fortemente stabilizzata, se si esclude un piccolo flusso, ancora proveniente dalla Campania. In aumento è inoltre l'immigrazione extra-europea dai Paesi asiatici come l'India, il Pakistan e il Bangladesh, oppure da paesi del Nordafrica e dell'Africa subsahariana.

## Comuni compresi nell'Agro Pontino

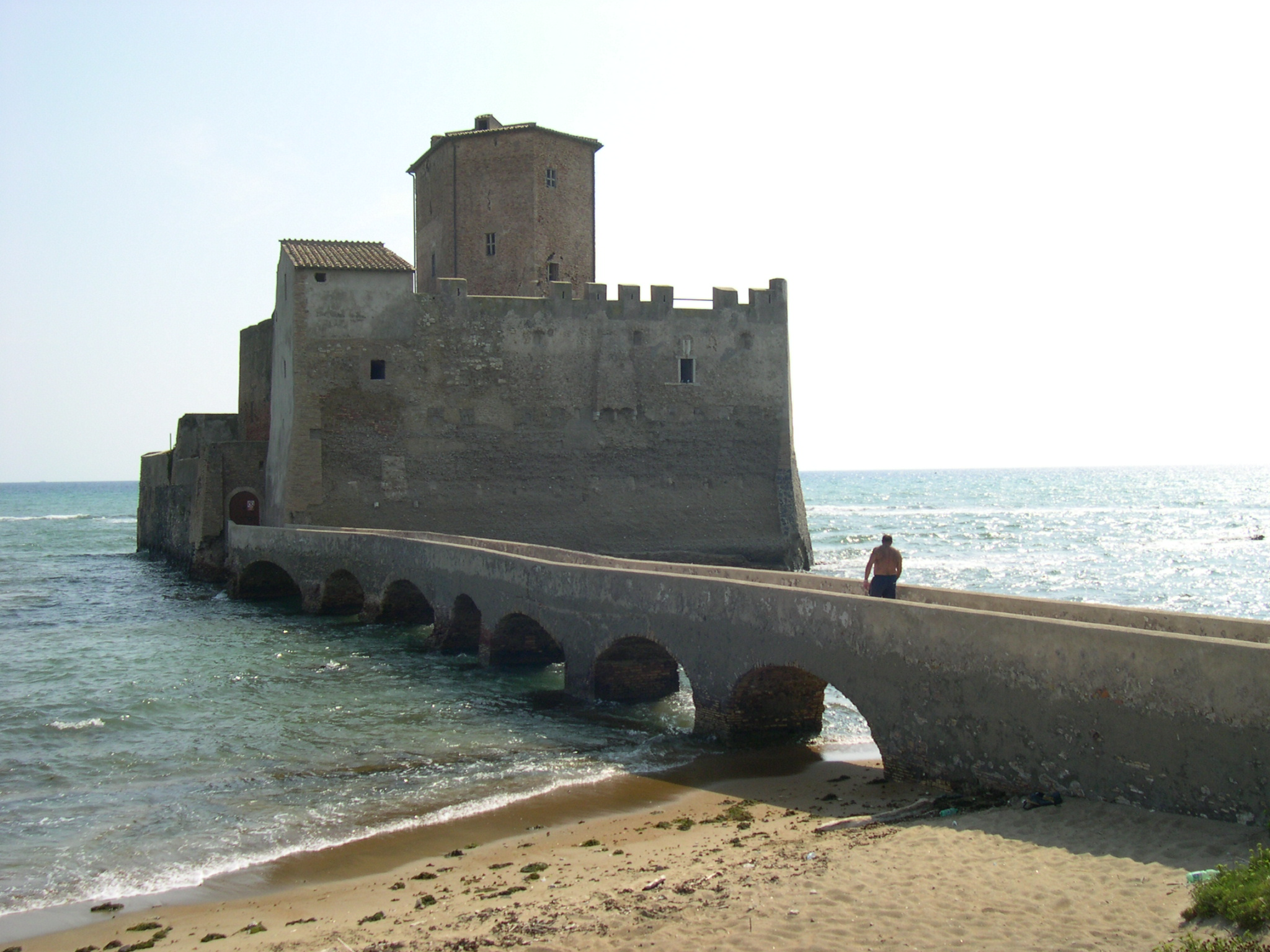
Torre Astura, che si trova nel comune di Nettuno tradizionale confine fra l'Agro Pontino e l'Agro Romano

- Cisterna di Latina (in parte esteso ai primi rilievi dei Colli Albani)
- Latina (in parte esteso all'Agro Romano, nel destra-Astura)
- Pontinia
- Sabaudia
- San Felice Circeo
- Sermoneta (in parte esteso ai Monti Lepini, dove ha capoluogo)
- Sezze (in parte esteso ai monti Lepini, dove ha capoluogo)
- Terracina (in parte esteso ai Monti Ausoni, ed in parte all'Agro di Fondi)

Altri comuni vicini, quali Aprilia, Pomezia, Anzio, Nettuno, Bassiano, Cori, Norma, Priverno e Sonnino vengono spesso relazionati all'Agro Pontino pur non facendo strettamente parte della pianura da un punto di vista geografico, ma essendo limitrofi e gravitanti con l'agro vero e proprio, e quindi "pontini" almeno in merito a questioni sociali e storiche.
L'aggettivo pontino è però spesso impropriamente utilizzato, soprattutto nel linguaggio giornalistico, in riferimento a tutti i comuni della provincia di Latina, anche se non direttamente pertinenti all'Agro Pontino: tra questi figurano Fondi, Formia e Gaeta, che in realtà sono a sud dei confini dell'Agro Pontino. Un fenomeno analogo è l'impropria denominazione Isole Pontine data da alcuni alle Isole Ponziane.